# Trdelník
O Trdelník ou Trdlo, também conhecido como Trudel (Brasil) é um tipo de bolo de espeto. É feito com massa rolada, envolvida em torno de um espeto, e então grelhado e recoberto com açúcar e canela e/ou uma mistura de nozes. É uma variante do Kürtőskalács.

## Países de origem
O trdelník pode ser encontrado em diversos países da Europa Central, predominantemente na Áustria, República Checa, Eslováquia e Hungria (onde é conhecido por ter vindo da região da Transilvânia, na Romênia). A palavra "trdelník" é de origem checa ou eslovaca.
No século XXI, tornou-se popular entre os turistas na República Checa, Hungria e Eslováquia. Atualmente, o trdelník é muito popular entre os turistas como uma massa doce da República Checa. Uma versão moderna recheada com sorvete, ou outros ingredientes, tem se propagada recentemente em Praga, na República Checa.
A versão eslovaca da cidade de Skalica - Skalický trdelník - foi registrada em 2007 com origem geográfica protegida pela União Europeia. O pedido de registro com a descrição detalhada do produto foi publicada em abril de 2007 no Jornal Oficial da União Europeia.

## Turismo em Praga
Embora o trdelník seja geralmente apresentado como "um bolo tradicional checo" ou "a velha massa da Boêmia", e as menções de "český trdelník" possam ser encontradas na literatura do século XX, o trdelník é mais mencionado na literatura como um eslovaco ou morávio, não é um prato boêmio, e reconhece-se que a propagação em massa dessa sobremesa em Praga começou mais recentemente. O diretor de fotografia e repórter checo Janek Rubeš argumenta que o trdelník é feito apenas para turistas e que até o hambúrguer é mais tradicional na República Checa.

## Skalický trdelník
A produção de trdelník tem uma tradição longa na cidade eslovaca Skalica, próxima da fronteira da República Checa. A receita original foi levada à Skalica no final do século XVIII, pelo cozinheiro transilvânio, József Gvadányi, um general húngaro aposentado. A receita original foi adaptada pelos habitantes de Skalica pouco tempo depois, para o que se conhece atualmente como Skalický trdelník.
A Associação Civil Skalický trdelník foi fundada no fim de 2004 com o objetivo de manter a tradição da produção original de trdelník. O nome trdelník vem de trdlo (originalmente, um instrumento de madeira usado para martelar ou carimbar materiais), o espeto de madeira em torno do qual a massa é envolvida, para assar, e o qual dá seu formato oco.

## Produtos similares

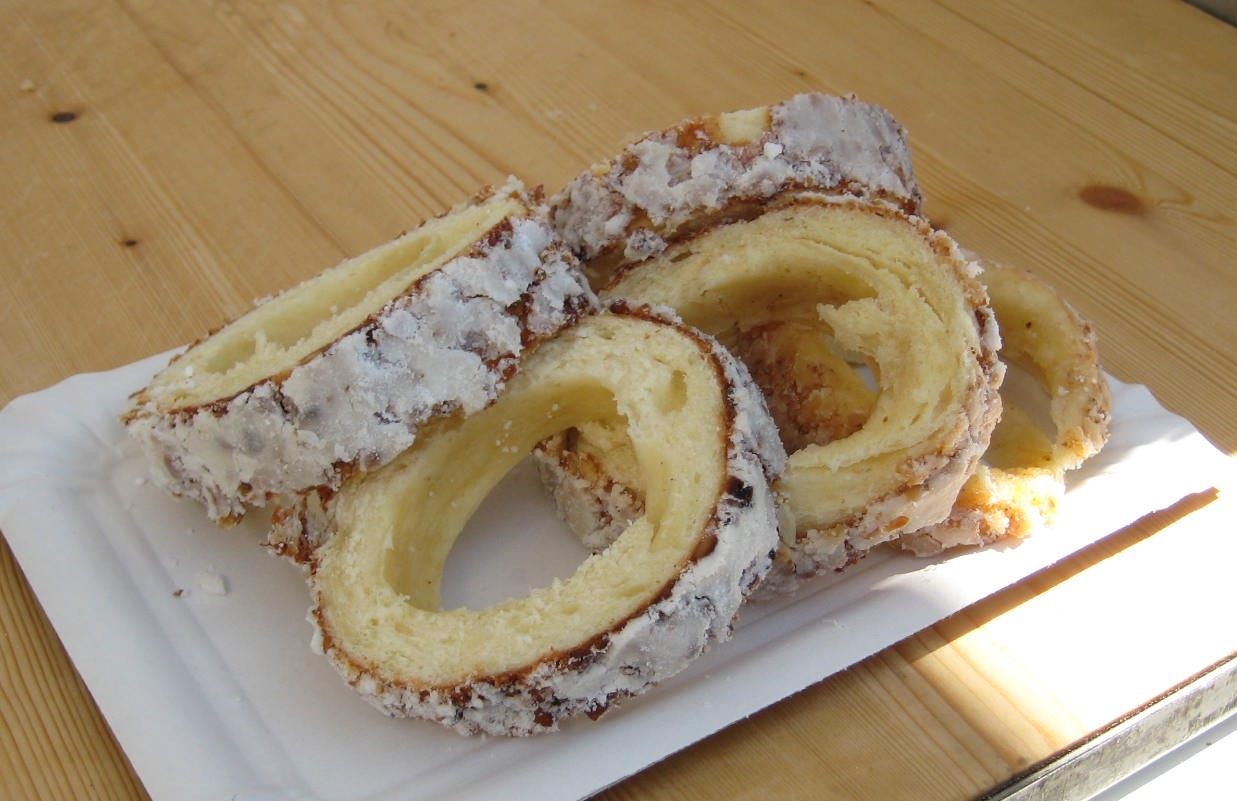
Fatias de "skalický trdelník" prontos para serem servidos. Atenção para o formato oco, resultado do assamento em espeto.

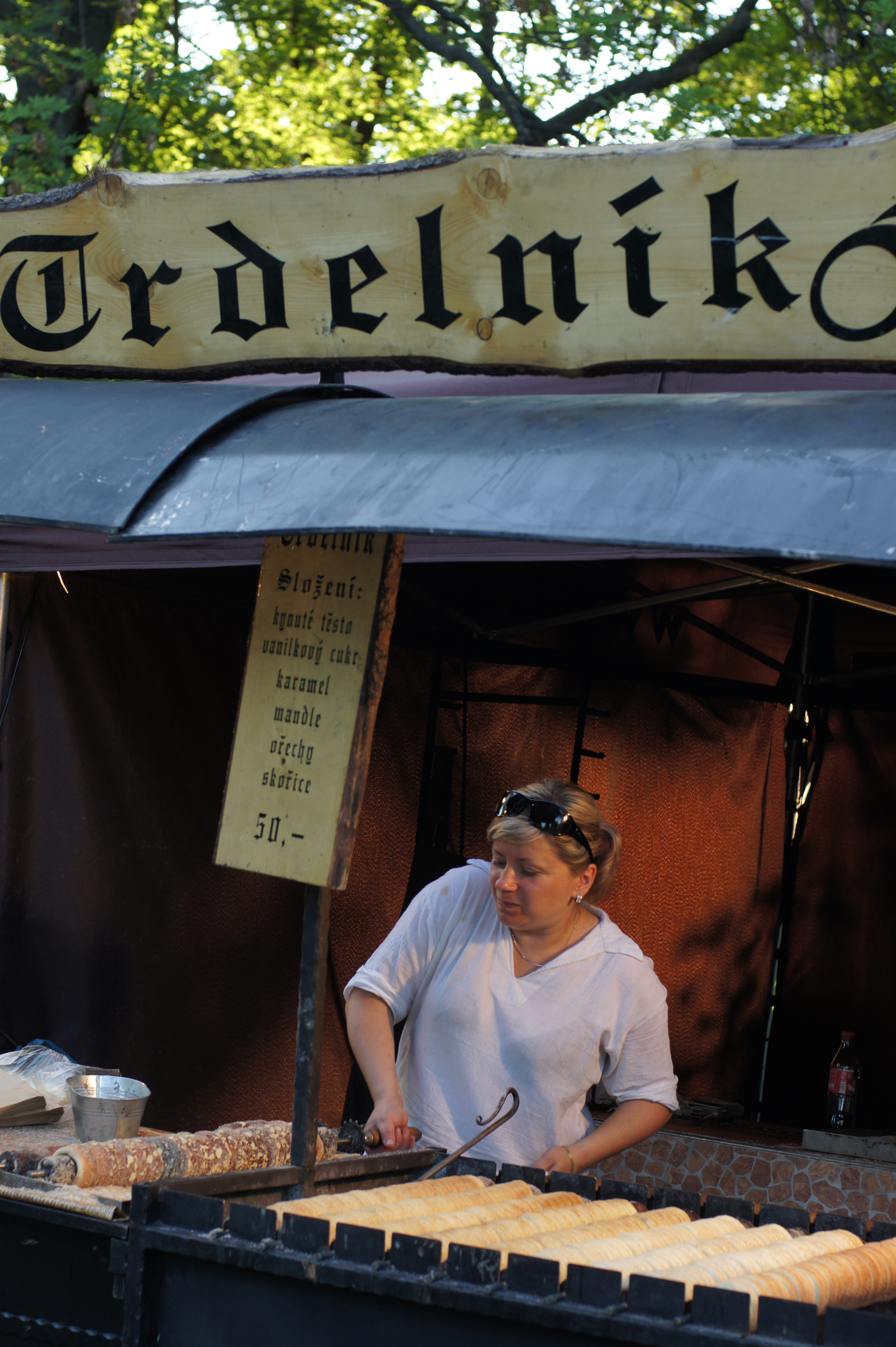
Barraca de trdelník em um mercado em Litoměřice.

- Hungria - Kürtőskalács, ou Cozonac secuiesc.
- Áustria - Prügelkrapfen
- República Checa - tornou-se popular em 2000, em barracas, sob o nome de "trdelník"
- Alemanha - Baumstriezel
- Luxemburgo - Baamkuch, tornou-se popular como prato tradicional servido em ocasiões especiais, como em casamentos.
- Polônia - Sękacz
- Lituânia - Šakotis
- Suécia - Spettekaka
- Romênia - Colac
- Eslováquia - Skalický trdelník
- Turquia - Makara
- Israel - Kyortush

## References
1. ↑  http://kurtos.eu/history
2. ↑  «Conheça o Trudel, o doce romeno que já faz sucesso no Brasil». G1. 14 de Agosto de 2022
3. ↑  «How to prepare?» (em húngaro). Consultado em 16 de janeiro de 2014. Cópia arquivada em 31 de dezembro de 2013
4. ↑  https://royaltrudel.com.br/quem-somos/#:~:text=O%20Trudel%20%C3%A9%20um%20doce,madeira%20e%20forno%20a%20carv%C3%A3o.
5. ↑  http://www.ibtimes.co.uk/chimney-cake-doughnut-ice-cream-foodporn-oozing-over-your-instagram-1546820
6. ↑  Commission Regulation (EC) No 1485/2007 of 14 December 2007 registering certain names in the Register of protected designations of origin and protected geographical indications (Carne de Bísaro Transmontano or Carne de Porco Transmontano (PDO), Szegedi szalámi or Szegedi téliszalámi (PDO), Pecorino di Filiano (PDO), Cereza del Jerte (PDO), Garbanzo de Fuentesaúco (PGI), Lenteja Pardina de Tierra de Campos (PGI), Λουκούμι Γεροσκήπου (Loukoumi Geroskipou) (PGI), Skalický trdelník (PGI))
7. ↑  Publication of an application pursuant to Article 6(2) of Council Regulation (EC) No 510/2006 on the protection of geographical indications and designations of origin for agricultural products and foodstuffs – SKALICKÝ TRDELNÍK
8. ↑  Zvon: týdenník beletristický a literární. [S.l.: s.n.] 1930. p. 153

4 . http://kurtos.eu/history